# Micol Olivieri
Micol Andrea Maria Olivieri (Roma, 11 febbraio 1993) è un'attrice italiana, nota per aver interpretato il ruolo di Alice Cudicini nella serie televisiva I Cesaroni.

## Biografia
Ha esordito come attrice all'età di 9 anni nel cortometraggio Turno di notte, con Leo Gullotta. Dopo la partecipazione a spot pubblicitari, produzioni televisive e cinematografiche, è nota principalmente per aver partecipato alla serie televisiva di Canale 5 I Cesaroni, dove ha il ruolo di Alice Cudicini, figlia minore di Lucia Liguori (Elena Sofia Ricci). Fra le precedenti fiction in cui ha recitato, ricordiamo le miniserie Soraya, regia di Lodovico Gasparini, in cui interpreta il ruolo di Soraya bambina, Questo amore, regia di Luca Manfredi, e Il veterinario, regia di José María Sánchez. Inoltre ha interpretato il ruolo di Stella in un episodio di Distretto di Polizia 5. Il suo primo lavoro nel cinema è il film Innamorata della morte di Roger A. Fratter.
Nel 2006 ritorna sul grande schermo con Il rumore delle molliche, diretto da Mauro Petito e Pepito Sanchez. Tra il 2008 e nel 2014 recita ne I Cesaroni. Nel 2012 vince il premio "Sette Colli". Durante l'estate del 2009 interpreta il ruolo di Claudia nel film Oltre il mare di Cesare Fragnelli. Nel settembre del 2013 ha partecipato, come concorrente, alla seconda edizione del reality show di Rai 2 Pechino Express, insieme a Niccolò Centioni. Nello stesso anno pubblica il libro autobiografico Le donne della mia vita. In autunno del 2015, insieme al suo manager Stefano Francioni, da vita alla sitcom Una famigliAnormale, diretta da Marco D'Andragora, nella quale Micol e suo marito, raccontano le situazioni familiari sotto forma di sketch comici.

## Vita privata
Dal 2013 è legata sentimentale al calciatore Christian Massella, che sposa nel 2014. Anno in cui nasce la loro prima figlia, Arya. Nel 2017 hanno un secondo figlio, Samuel.

## Filmografia

### Cinema
- Innamorata della morte, regia di Roger A. Fratter (2005)
- Il rumore delle molliche, regia di Mauro Petito e Pepito Sanchez (2006)
- Oltre il mare, regia di Cesare Fragnelli (2011)
- Il muro celato, regia di Alessandro Derviso (2013)
- Un'avventura romantica, regia di Davide Cavuti (2016)

## Televisione
- Luca – puntata pilota della miniserie TV (Rai Educational, 2003)
- Soraya, regia di Lodovico Gasparini (2003)
- Questo amore, regia di Luca Manfredi (2004)
- Distretto di Polizia – serie TV, episodio 5x16 (2005)
- Il veterinario, regia di José María Sánchez (2005)
- I Cesaroni, regia di Francesco Vicario (2006-2014)
- Matrix (Canale 5, 29 aprile 2008) – ospite insieme al cast de I Cesaroni
- Pechino Express (Rai 2, 2013) – concorrente con Niccolò Centioni
- Verissimo (Canale 5, 26 aprile 2014)
- Pomeriggio 5 (Canale 5, 8 settembre e 30 ottobre 2014)

- Bel tempo si spera (TV2000, 4 novembre 2014)
- Domenica Live (Canale 5, 11 gennaio 2015)
- Pomeriggio 5 (Canale 5, 2 giugno 2015)
- Tacco 12! ...Si nasce (La5, 2015) – giudice puntata 8
- Pomeriggio 5 (Canale 5, 20 maggio 2016)
- Pomeriggio 5 (Canale 5, 4 aprile 2017)
- Pomeriggio 5 (Canale 5, 13 aprile 2019)
- Pomeriggio 5 (Canale 5, 11 maggio 2020)
- Generazione Z (Rai 2, 6 dicembre 2022 e 3 ottobre 2023)

## Teatro
- Gli imprevedibili ragazzi de I Cesaroni, regia di Giorgia Giuntoli – musical (2010-2011)
- Impariamo L'opera: Il barbiere di Siviglia, Teatro dell'Unione di Viterbo (2011)
- Che tutto può... e ti ruba il cuore, regia di Milo Vallone – commedia in CineProsa (2013)
- Ti racconto una storia, regia Morena D'Onofrio. Stefano Francioni Produzioni (2015)
- Il mago di Oz, regia Morena D'Onofrio. Stefano Francioni Produzioni (2015)

## Webserie
- Lib (2013)
- Una famigliAnormale, regia di Marco D'Andragora (2015)

## Cortometraggi
- Turno di notte, regia di Carmen Giardina (2003)

## Videoclip musicali
- Nuovalchimia Essenza, regia di Andrea Dalla Costa. Prodotto da Ghiro Records di David Marchetti (2012)